# Vincent Gonneau
Pour les articles homonymes, voir Gonneau.
Vincent Gonneau, né le 12 février 1986 à Versailles, est un pilote automobile français. Après des études supérieures en informatique, il décide de s'orienter vers la compétition automobile et obtient un diplôme de moniteur de pilotage automobile, le BPJEPS.

## Biographie
Après un premier engagement en Mitjet Series en 2010, Vincent Gonneau participe avec succès au Championnat Racecar Euro Series 2011, à l'issue duquel il se classe 3e dans la catégorie OPEN pour sa première participation à une saison complète de course automobile. Il remporte cette année-là deux courses Sprint à Magny-Cours et Brands Hatch.
Fort de ce succès il crée l'écurie Gonneau Racing qui propose des Racecars à la location pour participer au Championnat Racecar Euro Series et importe les Euro Racecars Team FJ pour le Benelux.

## Carrière

### 2010
Pour sa première course en Racecar sur le Nürburgring en juillet 2010, Vincent Gonneau finit 5e en Sprint OPEN, et 7e en duo avec Christophe Tinseau pour la course d'Endurance.

### 2011
Lors du championnat Racecars Euroseries 2011, Vincent Gonneau réalise sa première pole position sur le circuit Motorland d'Aragon, et réitère à Magny-Cours devant Emmanuel Brigand et Romain Fournillier. Il y gagne la course sprint OPEN.
À Brands Hatch, après avoir signé le meilleur temps aux qualifications, Vincent Gonneau gagne la course de Sprint OPEN et poursuit ainsi son ascension.
Lors de la finale du championnat disputée sur le Circuit Bugatti du Mans, Vincent Gonneau finit 2e du Sprint OPEN, juste derrière Romain Fournillier, et 3e pour la course d'Endurance OPEN.
Au terme de la saison 2011, Vincent Gonneau termine 3e de la catégorie OPEN du championnat Racecar Euro Series 2011 avec 484 points.

### 2012
Début 2012, le Racecar Euro Series devient officiellement un championnat NASCAR et prend le nom de Euro Racecars NASCAR Touring Series.
Pour la première course de la saison sur le circuit de Nogaro, il remporte la course Sprint mais est déclassé à la suite d'une manœuvre de dépassement jugée litigieuse par les commissaires.
Lors du Round 2 du championnat à Brands Hatch, Vincent Gonneau remporte le Sprint Open  et réussi à se classer second de la course d'endurance Open, après un départ en 9e position 
Sur le circuit de Spa Francorchamps, il finit 2nd de la course d'endurance OPEN derrière Marc Duez, invité d'exception, non habilité à marquer des points au championnat, dont Vincent récupère les points .
Le round 4 du championnat a lieu dans le cadre du Bike and Country Festival à Tours, sur circuit ovale. Lors de ce week-end Vincent Gonneau se démarque par sa maitrise de sa voiture et sa vitesse. Il termine 2nd de la Finale OPEN du samedi  et gagne la finale OPEN du dimanche en menant l'épreuve du 1er au 50e tours sans jamais être inquiété par ses concurrents  

## Palmarès
- Racecar Euro Series
  - Deux victoires en 2011 dans les courses Sprint de Magny-Cours et Brands Hatch
  - Victoire en 2012 dans la course Sprint de Brands Hatch[8]
  - Victoire en 2012 dans la course OPEN sur le circuit ovale éphémère de Tours